# Diponegoro

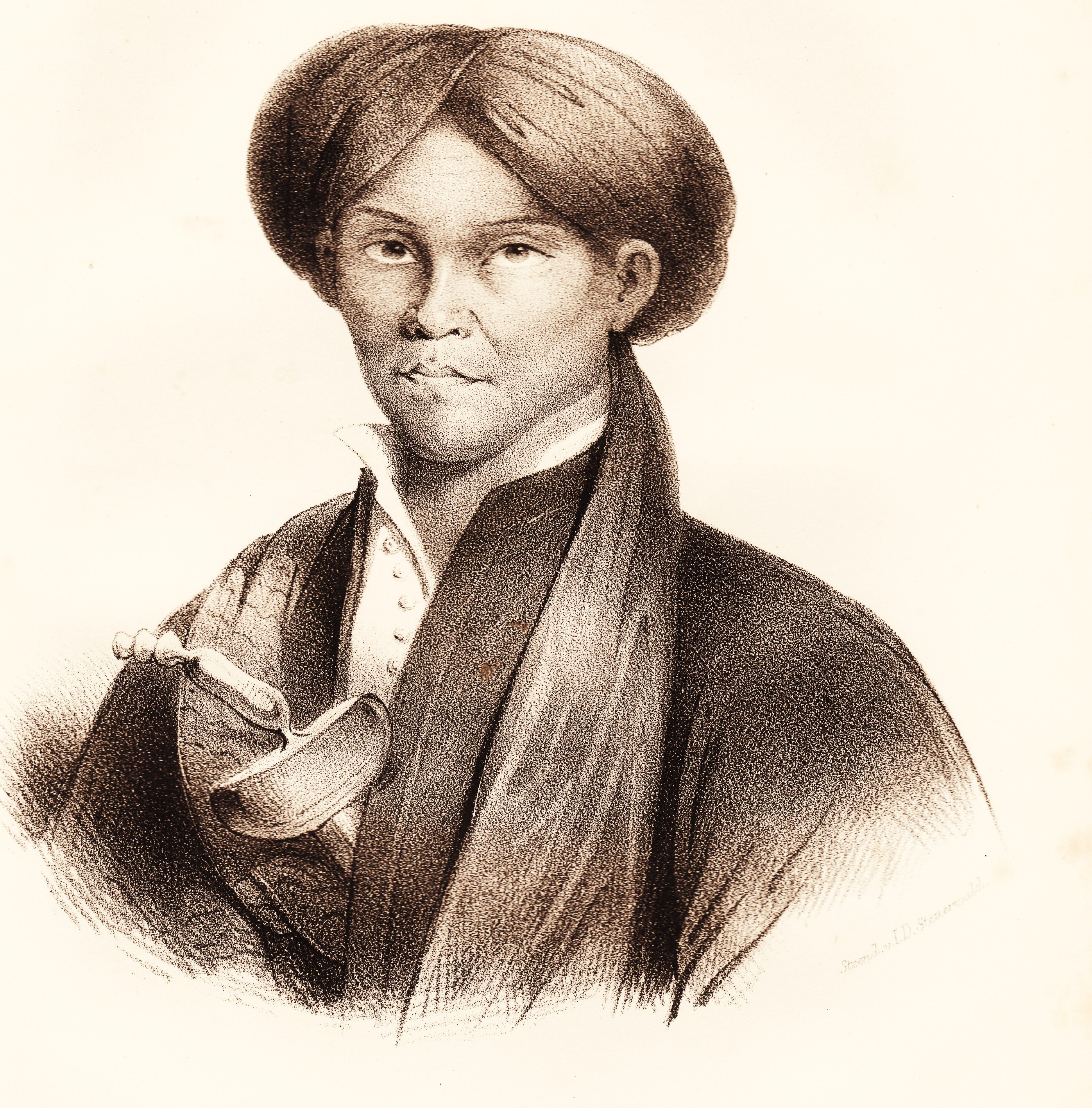
Diponegoro, tekening uit 1847

Diponegoro (ook wel Dipanegara, Dipo Negoro of Dipånegårå genoemd, Nederlandse historische spelling: Diepo Negoro), geboren als Raden Mas Ontowiryo (Yogyakarta, 11 november 1785 – Makassar, 8 januari 1855) was de leider van de opstand tegen het Nederlandse bestuur gedurende de Java-oorlog in het toenmalige Nederlands-Indië. Hij is een Nationale held van Indonesië.

## Machtsstrijd
Diponegoro werd geboren als zoon van een bijvrouw van de sultan van Yogyakarta, Hamengkubuwono III (Rojo) en als oudere halfbroer van diens opvolger Hamengkubuwono IV (Jarar). Hoewel het in de Vorstenlanden niet vreemd was dat zoons van een bijvrouw hun vader opvolgden, werd Diponegoro door zijn jongere halfbroers de weg tot de troon afgesneden; niettemin was hij de opvatting toegedaan dat de sultanszetel hem van rechtswege toekwam.
Zijn ergernis en wrevel daarover werden nog groter toen een jongere halfbroer, die hij minachtte om diens pro-Nederlandse gezindheid, op de troon kwam. Diponegoro haatte de Europese overheersing. Hij trachtte meermalen de sultan in zijn haat te doen delen en probeerde hem op te stoken om alle Europeanen uit het land te verdrijven. Sultan Jarar, een vredelievend man, wilde daar niets van horen. De verstandhouding werd steeds minder en Diponegoro begon het hof en de omgang met Europeanen hoe langer hoe meer te vermijden.
Op 6 december 1822 overleed sultan Hamengkubuwono IV plotseling op 21-jarige leeftijd, na het eten van een bepaald gerecht. Diponegoro werd ervan verdacht zijn halfbroer te hebben vergiftigd. Hij zou later, na zijn gevangenneming, verklaren dat de rijksbestuurder Danoerejo de sultan vergiftigd had. Terwijl aan het hof iedereen treurde om de dood van de vorst was de houding van Diponegoro daarmee geheel in tegenspraak.
De overleden sultan liet twee wettige zonen na; de oudste, Menol, op 25 januari 1820 geboren, werd zijn vaders opvolger onder de naam Hamengkubuwono V. De voogdij werd opgedragen aan twee regenten: pangeran Mangkubumi, de grootmoeder van de sultan, en Diponegoro.

## Aanleiding voor de opstand
De kwestie van landverhuringen was voor Diponegoro de voornaamste aanleiding om zijn opstandige plannen uit te voeren. Bij besluit van 6 mei 1823 werden deze landverhuringen ingetrokken en daardoor alle contracten vernietigd. Die intrekking gaf al spoedig aanleiding tot verschil van mening tussen de voogden van de sultan en resident A.H. Smissaert. De laatste eiste een aanzienlijke schadeloosstelling voor het voortijdig verbreken van de contracten. Kort daarop kwam Smissaert met nieuwe vorderingen voor de landen Rojo Winaugan en Jumegattan. De voogden waren verontwaardigd, vooral ook omdat de resident hun bezwaren op vernederende en gebiedende toon van de hand wees. Over het bestuur van Smissaert lieten zijn tijdgenoten zich zeer negatief uit; hij verliet zelden zijn landhuis te Bedoyo en liet de bestuurszaken geheel over aan zijn secretaris.

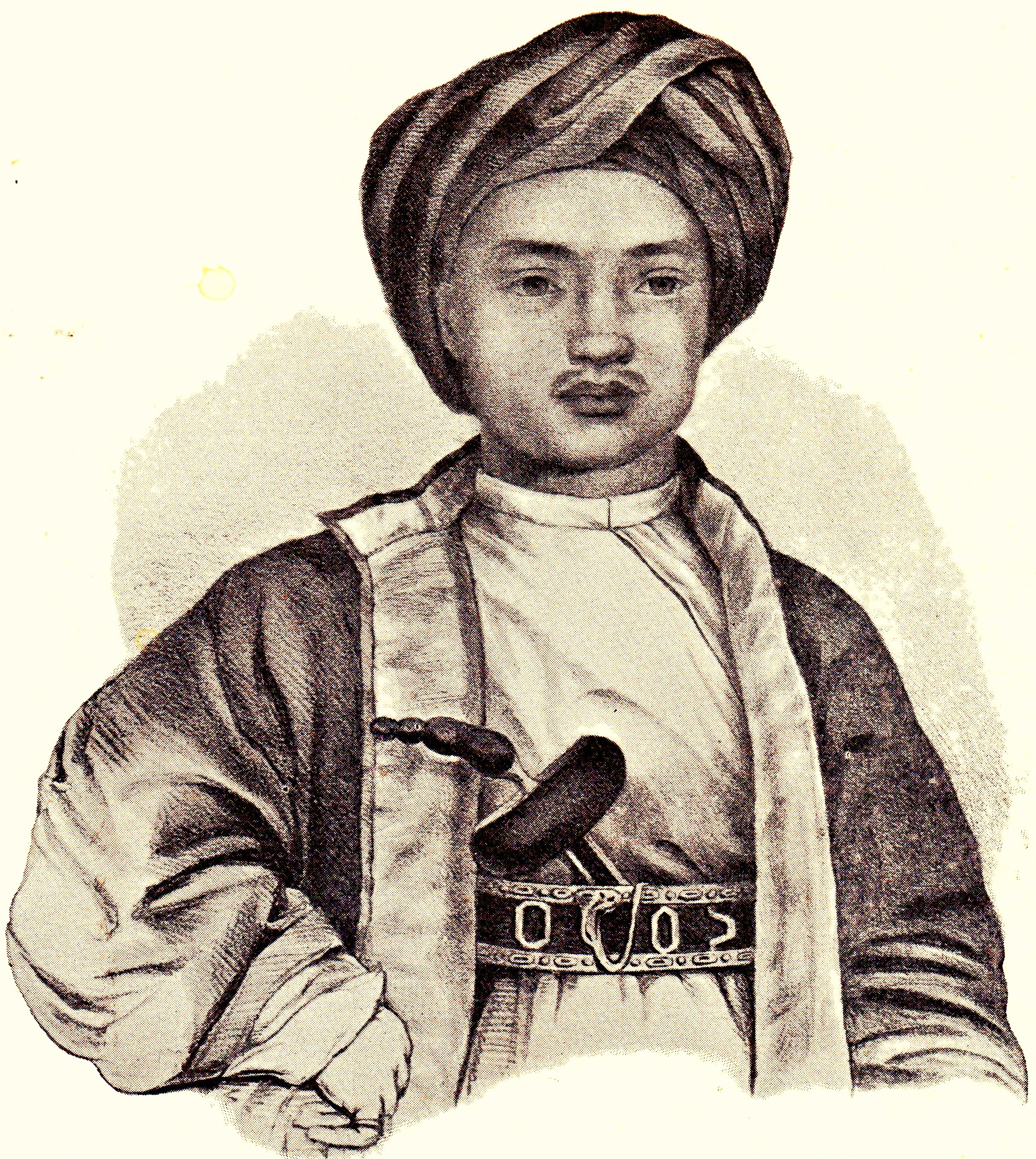
Sentot, opperbevelhebber der rebellen

Diponegoro liet intussen op zijn landgoed te Tegalrejo een moskee bouwen en bezocht, onder het voorwendsel daar gebeden te doen, de naburige heilige grotten, spelonken en familiegraven. Krachtige steun en hulp vond hij bij de moslim priester Kiai Mejo. Met hulp van deze geestelijke, die veel invloed had, werd de opstand voorbereid. Intussen deed Diponegoro zich voor als heilige; niet alleen op donderdagavond, ook op andere dagen zat hij dag en nacht in zijn moskee of in de heilige grotten hardop uit de Koran te reciteren en daarna de geschiedenis van de Mataramse vorsten te bestuderen. Volgens dr. J. Brandes, in zijn werk Iets over een oudere Dipaněgara in verband met een prototype van de voorspellingen van Jayabaya bleek uit de Javaanse kronieken (babads) dat het Erukra-geloof der Javanen, dat wil zeggen het geloof aan een toekomstige messias, al lang voor het optreden van Diponegoro bekend moet zijn geweest.
Van deze omstandigheid maakte Diponegoro gebruik door zich uit te geven als de ware Messias. Ondertussen nam de verbittering der voogden over het verwaarloosde plaatselijke Europese bestuur steeds verder toe. Zo zeer zelfs dat men bij feestelijke gelegenheden alle decorum achterwege liet. Maar de resident bleef doof voor alle signalen. Ongestoord bereidde Diponegoro zijn plannen voor. Ondertussen groeide zijn aanhang. De markten verliepen en elke Javaan was inmiddels gewapend. In korte tijd beschikte hij over een leger van 20.000 strijders, waarvan 500 man tot een staand leger gevormd werden; de overigen zouden voorlopig als guerrilla's optreden. Deze oorlog werd door Kiai Mejo en zijn priesters als een door de profeet geboden heilige oorlog (prang sabil) uitgeroepen. Bijna alle prinsen en een groot deel van de bevolking schaarden zich om de nieuwe messias. Teneinde de oorlog een godsdienstig karakter te geven werd de Arabische klederdracht ingevoerd en werden de Javaanse titels door Ottomaanse of Arabische vervangen. De troepen werden in 14 regimenten verdeeld, ieder met eigen vaandel en uniform. Prawiryo Dirjo (ook wel Sentot genoemd) werd tot oppermaarschalk uitgeroepen.

## Neerslaan van de opstand

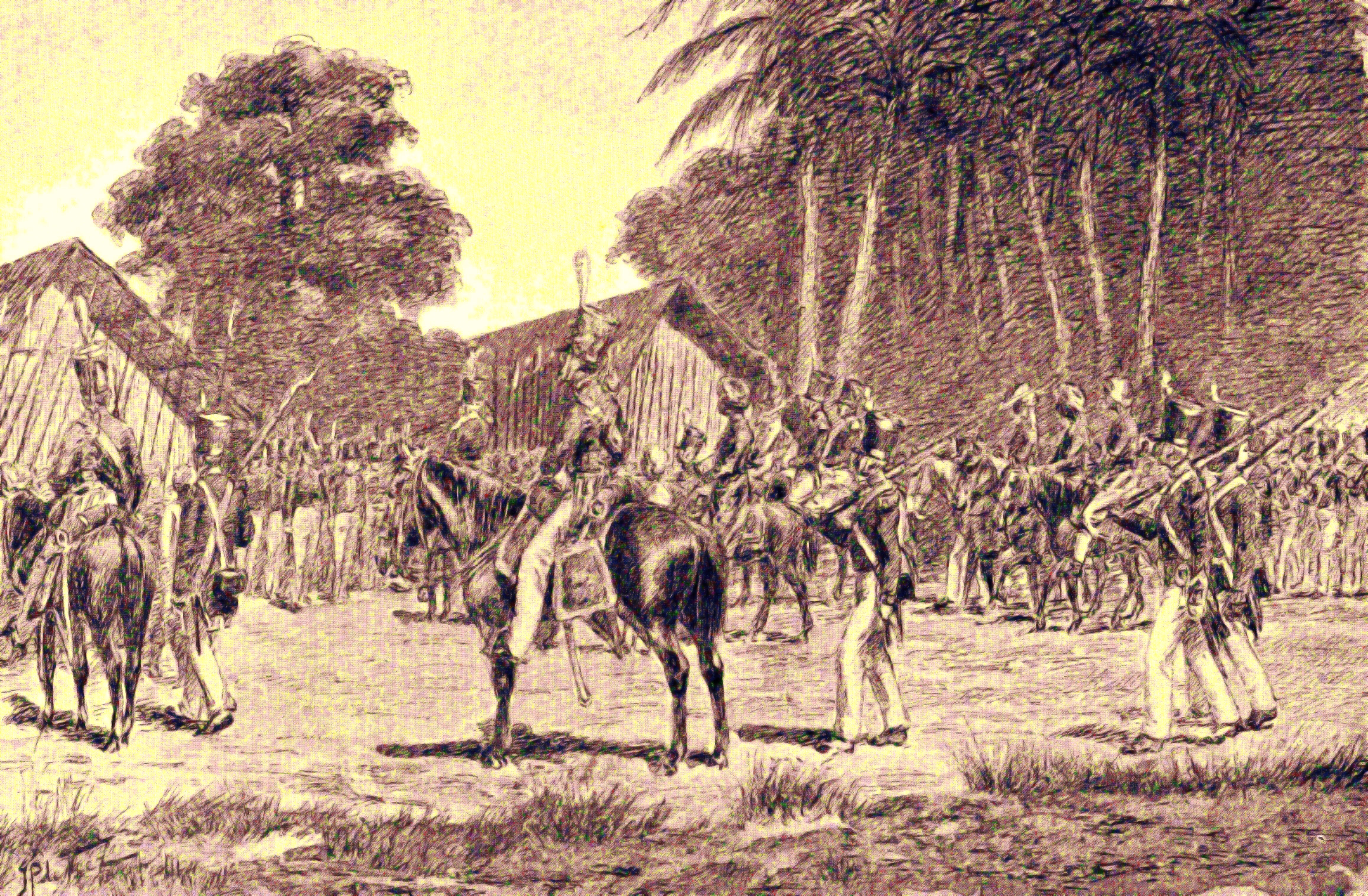
Aankomst van Diponegoro te Magelang.

Op de 25ste juli 1825 ontving de gouverneur-generaal Godert van der Capellen het bericht over de opstand. De tijding kwam zeer onverwacht omdat resident Smissaert nooit van enige gebeurtenis melding had gemaakt. In geen enkel rapport had hij gewag gemaakt van dreigende ordeverstoringen. Van der Capellen had geen directe middelen voor het neerslaan van de opstand omdat het grootste deel van de koloniale strijdkrachten ingezet was bij het dempen van onlusten op Celebes, op Borneo, de Expeditie naar de westkust van Borneo en te Sumatra, de Tweede Padri-oorlog. Pas op 3 augustus 1826 werd bij Koninklijk Besluit aan de minister van Marine en Koloniën bevolen alle beschikkingen te treffen om iedere maand 300 man aanvullingstroepen naar de koloniën te kunnen zenden. Op de 26ste oktober 1826 werd bij een nieuw Koninklijk Besluit last gegeven een expeditionaire afdeling samen te stellen die nog in de maand december naar Indië zou moeten gaan. Pas eind mei 1827 landden deze troepen, ongeveer 3.000 man, onder kolonel Vermersch op Java om deel te kunnen nemen aan de Java-oorlog.
Diponegoro liet de vrouwen en kinderen van zijn hoofden naar het Klier-gebergte brengen als gijzelaars voor de trouw van die hoofden. Tegen het einde van 1827 had generaal Hendrik Merkus de Kock de beschikking over een macht van ongeveer 30.000 strijders. Toen het gebied van de opstand kleiner werd, verliet het ene na het andere hoofd Diponegoro en begon de bevolking zich te onderwerpen. In augustus 1829 waren de legioenen van Diponegoro nagenoeg ontbonden en hield hij zich met enkele benden in het gebergte schuil. Hij werd van de ene schuilplaats naar de andere opgejaagd maar wist telkens te ontkomen hoewel hij uitgehongerd en gewond was.

## De overgave van Diponegoro

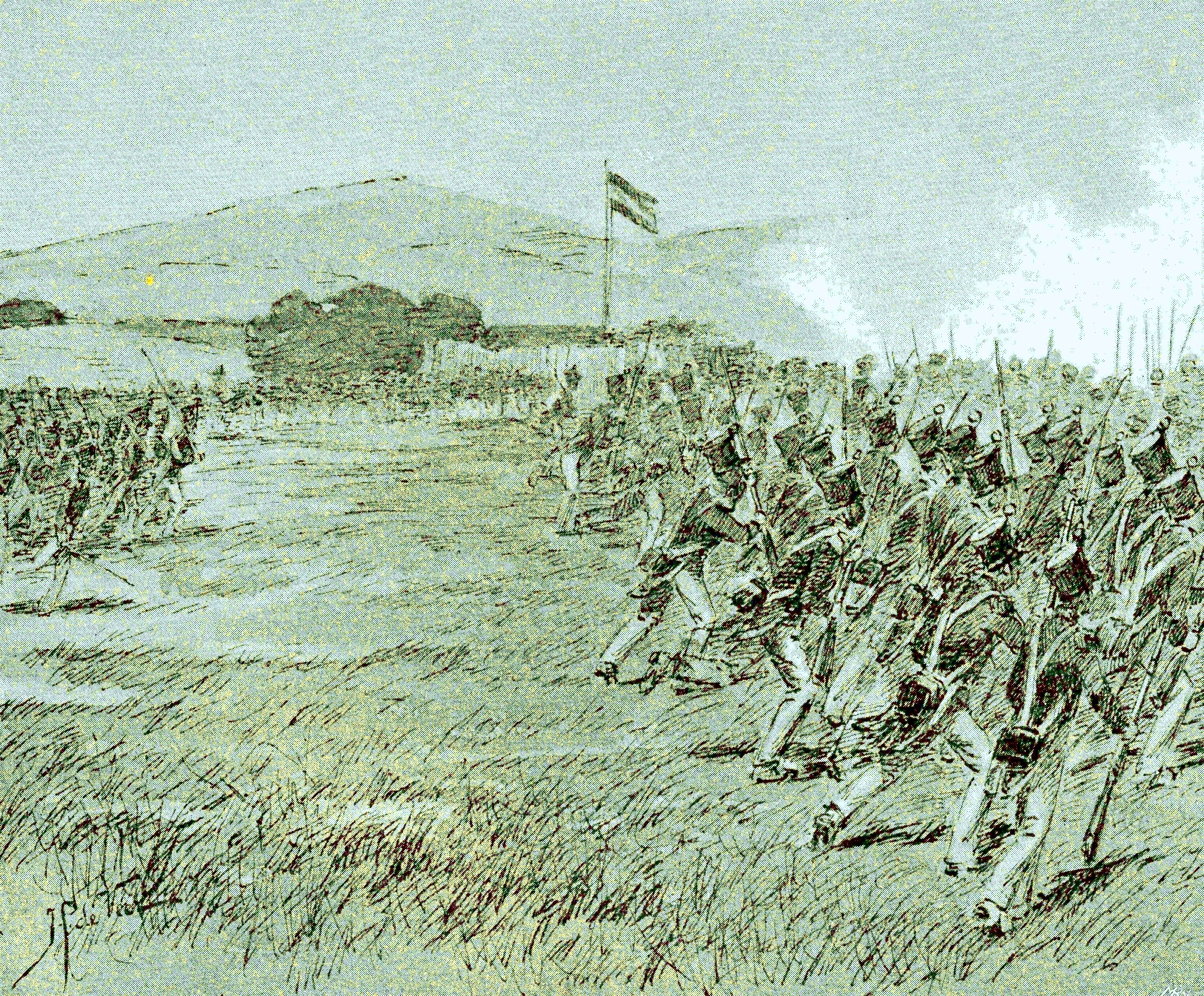
Gevecht bij Pluntaran

In de morgen van 9 februari 1830 meldden zich bij kolonel Cleerens te Sukko twee afgezanten van Diponegoro, namelijk Mas Penghulu (hogepriester) Peke Ibrahim en Hadji Badar Oedin (priester). Zij verklaarden dat Diponegoro een bijeenkomst voorstelde te Romo Kawal, waar hij zich bevond, en van waaruit hij door de hoofdofficier begeleid wilde worden om zijn verlangen aan de opperbevelhebber kenbaar te maken. Verder wilde Diponegoro ongestoord te Kejawang vertoeven totdat de generaal geantwoord zou hebben. Cleerens antwoordde dat hij op eigen verantwoordelijkheid het verzoek zou inwilligen mits Diponegoro beloofde gedurende het verblijf te Kejawang geen pogingen meer aan te wenden om zijn gevolg te vermeerderen. Diponegoro nam deze voorwaarden aan, en wist dus dat hij pas na zijn onderwerping de edelmoedigheid van de regering mocht inroepen. Op 16 februari had te Remo Kawal de gevraagde ontmoeting plaats en werd hij naar Kejawang geleid. In strijd met de gemaakte afspraak kwam hij vergezeld door 450 man, meest gewapende dessa-bewoners. Op voorstel van kolonel Cleerens vestigde Diponegoro zich op 21 februari te Minoreh om hier het antwoord van de opperbevelhebber af te wachten; hier aangekomen was zijn aanhang al tot 700 man gegroeid. Later bleek dat al vijf dagen voor de komst van de afgezanten te Sokko, Diponegoro's gewezen opperveldmaarschalk, Sentot, van hem het bericht had ontvangen dat hij voornemens was zich te onderwerpen en slechts op het antwoord van generaal De Kock wachtte om te weten hoe hij ontvangen zou worden. Kolonel Cleerens liet hij onkundig van dit schrijven aan de generaal. Diponegoro bleef te Minoreh en getuige dat hij zich als onderworpen beschouwde bleek uit zijn verzoek om bijstand; hij vroeg onder meer een voorschot van 10.000 gulden op een traktement dat hem zou worden toegekend en kleding voor zijn manschappen.
Meer en meer kwam kolonel Cleerens tot de overtuiging dat Diponegoro niet te goeder trouw handelde. Hij bleef voortgaan met zijn aanhang te vermeerderen; die vermeerdering was toe te schrijven aan de beweging van zendelingen, die in alle richtingen waren uitgezonden. Enigen van hen werden gearresteerd en van hen vernam men dat Diponegoro zich nog steeds sultan bleef noemen en voortging hoge titels te verlenen. Het bleek nu dat hij zich slechts onderworpen had om in de gelegenheid te zijn zijn krachten te herstellen en door een grote aanhang om zich heen te verzamelen en hoge eisen te stellen zijn macht probeerde te herstellen. Daarnaast bleef hij met allerlei excuses het tekenen van de overgave op schrift uitstellen. Op de 28ste was generaal De Kock te Magelang teruggekeerd en gereed Diponegoro te ontvangen. In de vroege morgen van 8 maart vertrok Diponegoro, geëscorteerd door een detachement van de 7de colonne, onder kapitein Gennet naar Magelang, alwaar hij om 12 uur aankwam en door generaal De Kock met veel statie ontvangen werd. Teneinde van de goedgezindheid van de Nederlanders blijk te geven werden zijn familieleden in vrijheid gelaten en liet men Diponegoro zelf voorlopig met rust. De resident, majoor de Stuers en vele officieren brachten hem meermalen een bezoek, terwijl zijn gewezen hoofden en andere personen van rang dagelijks tot zijn tent werden toegelaten. Daags na aankomst werd hem door de regering een prachtig rijpaard ten geschenke gegeven en later kreeg hij twee paarden terug die door de Nederlandse troepen waren buitgemaakt. Behalve een rijk ameublement en kleding voor zijn gevolg werden hem 5.000 gulden in de hand gesteld en later kreeg hij weer een soortgelijk bedrag.

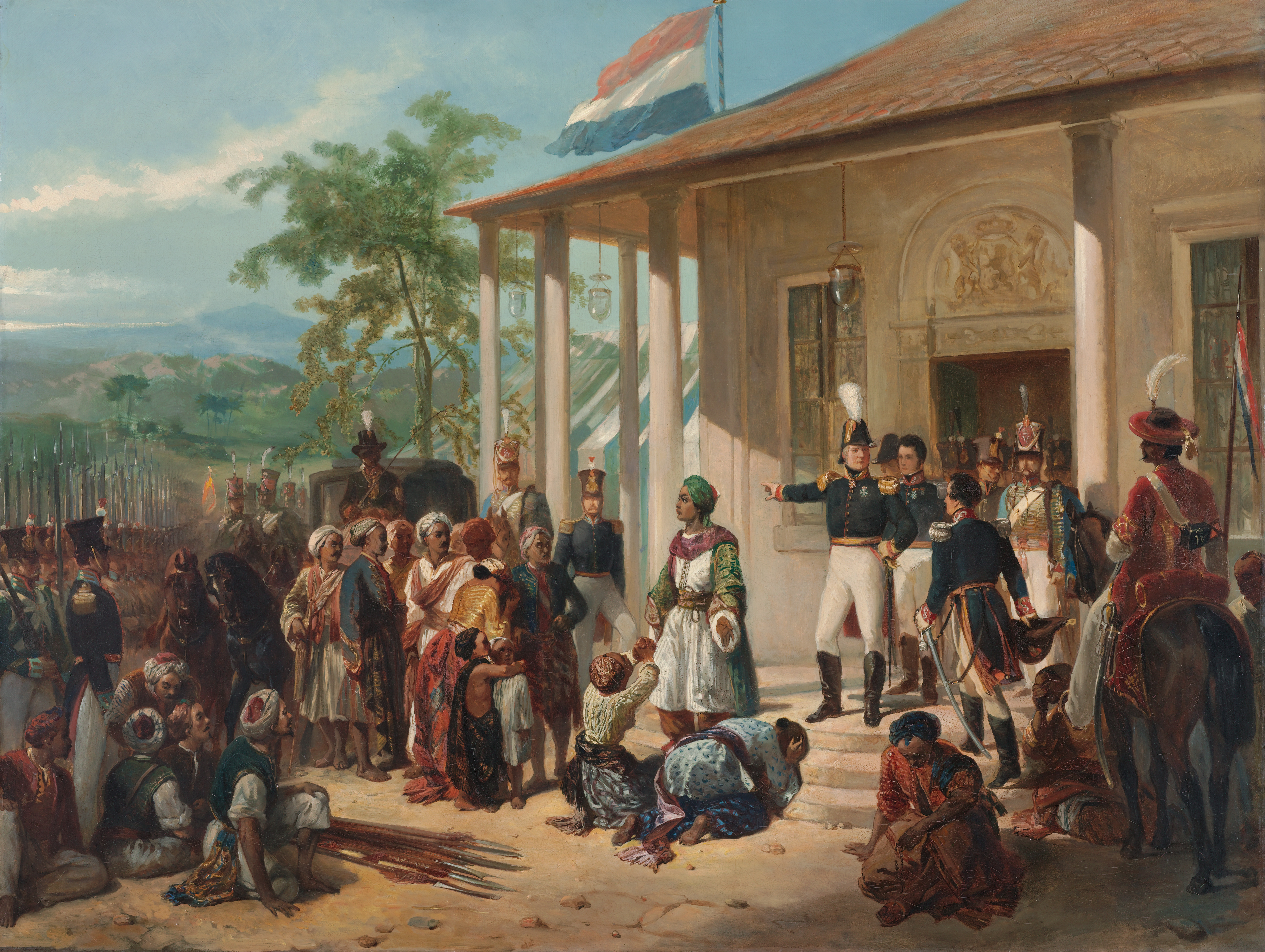
Nicolaas Pieneman, "De overgave van Diponegoro aan luitenant-generaal De Kock op 28 maart 1830", 1835, Rijksmuseum, Amsterdam

Evenwel beschouwde Diponegoro de toegevendheid van de generaal en de mildheid van de regering als een uitvloeisel van vrees. Naarmate zijn aanhang vermeerderde, nam zijn zelfverzekerdheid toe. Diponegoro leek er nu op uit sultan over Zuidelijk Java te worden. De generaal werd genoodzaakt tot voorzorgsmaatregelen. Op 27 maart was de ramadan geëindigd en kwamen de vorsten bij de generaal hun opwachting maken. Diponegoro meldde echter dat hij door ziekte verhinderd was. De generaal doorzag dit excuus en nodigde Diponegoro uit de volgende morgen om acht uur te komen. De opperbevelhebber had inmiddels voorzorgen genomen en bewaking ingesteld. Diponegoro verklaarde bij zijn bezoek dat hij slechts gekomen was om volgens de adat de opperbevelhebber een bezoek te brengen, maar niet voorbereid was tot het melden van zijn plannen. Generaal De Kock gaf aan met dit antwoord geen genoegen te nemen. Diponegoro weigerde hardnekkig zijn verlangens kenbaar te maken, beklaagde zich over de behandeling hem aangedaan en verzocht naar het gebergte te mogen terugkeren. Na overleg met zijn hoofden verzocht Diponegoro als hoofd van de islam op Java erkend te worden en de titel van sultan te mogen voeren, zonder aan een bepaalde standplaats gebonden te zijn. De Kock verklaarde dat dit niet kon worden toegestaan, omdat het Nederlandse gouvernement bescherming verzekerd had aan de vorsten van Yogyakarta en Surakarta, waarvan laatstgenoemde het oppergezag over de islam had.
De vanuit het standpunt van de Nederlandse kolonisator ongehoorde en aanmatigende eisen van Diponegoro wekten de ergernis van generaal De Kock en deze sprak Diponegoro toe: Gij hebt beloofd en op de Koran gezworen uw wettige vorst getrouw te blijven en te beschermen, maar in plaats van uw eed gestand te doen hebt u het land in oproer gebracht om zelf de macht te bekleden. U verdient geen medelijden meer en hebt door uw heerszuchtige bedoelingen andermaal het vertrouwen verloren. Ik mag niet gedogen dat gij wederom onheil en verwoesting aanricht en, om u buiten de mogelijkheid te stellen kwaad te stichten, ben ik verplicht u als gevangene naar Batavia te zenden. Vervolgens werd Diponegoro gevangengenomen en in de morgen van 28 maart 1830 weggevoerd. Hij werd op last van de Nederlandse regering naar Menado verbannen, en later overgeplaatst naar Makassar, waar hij op 69-jarige leeftijd in Fort Rotterdam op 8 januari 1855 overleed.
Hij is in 1973 benoemd tot Held van Indonesië.

## De kroniek van Diponegoro

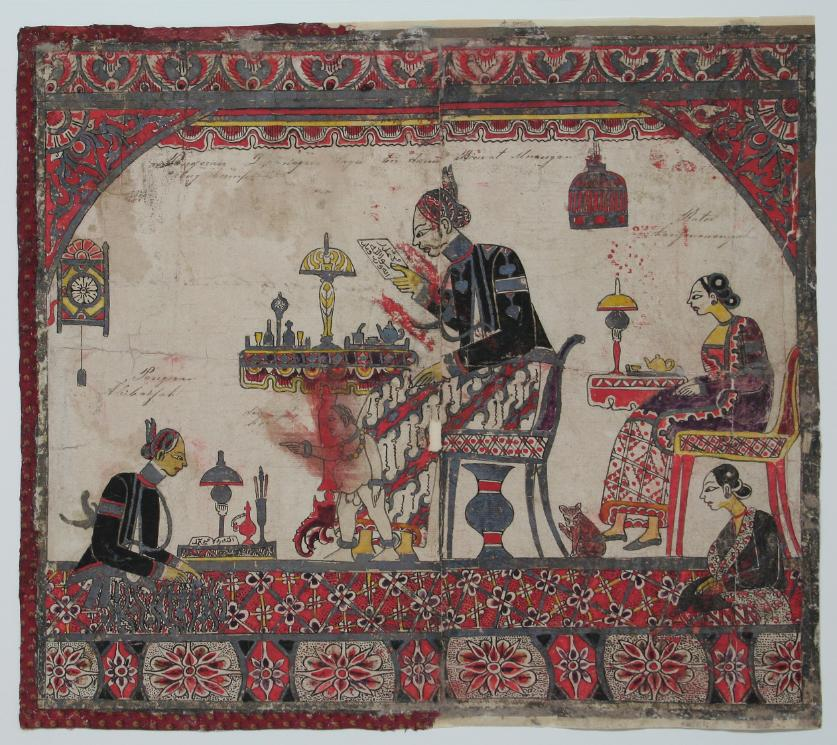
Diponegoro, lezend, c.1830, Universiteitsbibliotheek Leiden

Een zogenaamde autobiografische kroniek, daterend uit de periode van zijn ballingschap in Noord-Celebes, is waarschijnlijk niet van zijn eigen hand. Het is dus geen echte autobiografie en geen egodocument. De figuur van Diponegoro wordt in deze zogenaamde autobiografie tot bovenmenselijke proporties verheven en de tekst heeft een morele en didactische functie. Het doel van het geschrift is Diponegoro's motieven voor de Javaanse lezer aannemelijk en aanvaardbaar te maken. Een tweede element is onderwijzing; wat te doen en te laten om de Europeanen te weerstaan.
Diponegoro schreef dat Daendels wel veel wilde veranderen in de Javaans-Nederlandse verhoudingen, maar dat de gouverneur-generaal betrekkelijk machteloos stond tegenover een goed georganiseerd Yogyarijk. Met de Engelsman Raffles ontstond een incident omtrent de etiquette: De sultan hoort op de hoogste plaats te zitten en niet gelijk met de Engelsman. Uiteindelijk won de sultan en wordt Raffles omschreven als een ruw en onbehouwen figuur. De teksten zijn zo geschreven dat gebeurtenissen altijd in het voordeel van de sultan en het Javaanse hof zijn uit te leggen.
Het morele verval dat de Nederlandse ambtenaren veroorzaakten werd gara-gara genoemd (het verstoren van het kosmisch evenwicht). De kroniek van Diponegoro schrijft ook over de eerste jaren na 1816. De Engelsen werden toen vervangen door de Hollanders. De resident van Yogyakarta, Huibert Gerard Nahuys van Burgst, hield er veel van om te eten en te drinken en hij probeerde de Javanen Nederlandse gewoonten aan te leren. Zelfs jeugdige bloedverwanten van de vorst waren onder zijn gasten te vinden en ook zij stoorden zich daar niet aan de Javaanse regels van fatsoen en de godsdienstige verboden.
Diponegoro was volgens de biografie de enige die met zijn bovennatuurlijke krachten het evenwicht (gara-gara) uiteindelijk weer kon herstellen. Tijdens verscheidene meditaties had Diponegoro volgens de biografie directe ontmoetingen met bovenaardse personages, die hem voorspellingen deden over zijn voorbeschikte rol. Op de berg Rasamuni ontmoette hij de hemelse rechtvaardige vorstin (Ratu Adil). Hij kreeg op dezelfde wijze zijn islamitische koningstitels. De prins leerde dat er geen andere mogelijkheid was dan het gewapenderhand veroveren van Java.

## Verzoek om teruggave
In 2020 adviseerde de Commissie teruggave koloniale collecties Indonesisch erfgoed dat naar Nederland was overgebracht, weer te laten terugkeren. In juli 2022 diende de Indonesische regering een verzoek in bij het Ministerie van onderwijs, cultuur en wetenschap tot teruggave van acht cultuurhistorische voorwerpen/collecties. Een daarvan betreft de teugels van het paard van prins Diponegoro.